# Stenoplax limaciformis
Stenoplax limaciformis is een keverslak uit de familie der pantserkeverslakken (Ischnochitonidae). De wetenschappelijke naam van de soort werd in 1832 als Chiton limaciformis gepubliceerd door George Brettingham Sowerby I.
Stenoplax limaciformis wordt 38 millimeter lang.
Deze soort komt voor van de Florida Keys tot West-Indië en van Mexico tot Peru.